# ناتالی بوتفو
ناتالی بوتفو (فرانسوی: Nathalie Boutefeu‎؛ زادهٔ ۱۹۶۸) هنرپیشه، کارگردان فیلم، فیلم‌نامه‌نویس اهل فرانسه است.
از فیلم‌ها یا برنامه‌های تلویزیونی که وی در آنها نقش داشته‌است می‌توان به ایرما وپ، در آغاز، برادر او، ارواح وحشی و پائو و برادرش اشاره کرد.